# ژان ژاک گروننوالد
ژان ژاک گروننوالد (انگلیسی: Jean-Jacques Grunenwald; ۲ فوریهٔ ۱۹۱۱ – ۱۹ دسامبر ۱۹۸۲) آهنگساز و مربی موسیقی اهل فرانسه بود.